# Soreang (ort i Indonesien)
Soreang är en ort i Indonesien.   Den ligger i provinsen Jawa Barat, i den västra delen av landet, 120 km sydost om huvudstaden Jakarta. Soreang ligger 744 meter över havet och antalet invånare är 150 932.
Terrängen runt Soreang är kuperad åt sydväst, men åt nordost är den platt.Runt Soreang är det mycket tätbefolkat, med 3 249 invånare per kvadratkilometer. Närmaste större samhälle är Bandung som ligger 18,1 km nordost om Soreang. Omgivningarna runt Soreang är en mosaik av jordbruksmark och naturlig växtlighet.